# Kadusii
Kadusii (pers: کادوسیان) – drevni narod koji je naseljavao jugozapadnu obalu Kaspijskog mora.

## Povijest
Kadusii se spominje u djelima mnogih antičkih autora (Arijana, Ksenofonta, Strabona). Bili su ovisni o ahemenidskoj državi. Živjeli su između rijeka Kura i Sephidrud. Arrian je spomenuo Kadusovu miliciju koja se borila na perzijskoj strani u bici kod Gavgamele. Kadusi se tamo spominju odvojeno od susjednih naroda: Albanaca, Međana i Hirkana. Odnos između Kadusa i Kaspijana, koji spominje Herodot, koji se nalaze na istom teritoriju, nije jasan.
Jezik kaduceja je nepoznat. Nagađa se o iranskom jeziku ovog naroda.